# Hémopathie maligne
Une hémopathie maligne est un cancer des tissus hématopoïétiques caractérisé par un trouble de la multiplication et de la différenciation des cellules d’une lignée sanguine. C'est un synonyme de l'expression ancienne « cancer du sang ». Les tissus hématopoïétique se trouvent dans la moelle osseuse, dans la rate et dans le thymus.
On classe ainsi les hémopathies malignes en :
- leucémies : cancer des cellules de la moelle osseuse qui produisent les cellules sanguines ;
- lymphomes : cancer du système lymphatique qui se développe aux dépens des lymphocytes ;
- myélomes (maladie de Kahler) : cancer hématologique, c'est-à-dire se développant à partir des cellules de l'hématopoïèse, formées dans la moelle osseuse, à l'origine des cellules du sang.

On classe aussi dans les hémopathies malignes les syndromes suivants, qui ne sont pas toujours considérés comme des cancers :
- syndrome myélodysplasique : défaut de synthèse d'un ou plusieurs des types de cellules sanguines : globules rouges, globules blancs ou plaquettes ;
- syndrome myéloprolifératif : excès de synthèse d'un ou plusieurs des types de  de ces mêmes cellules.

Même si la lignée lymphoïde peut également créer des maladies (les maladies lymphoprolifératives), celles-ci sont classées dans les hémopathies malignes directement, par contre une grande partie des leucémies (qui elles sont classées dans hémopathies malignes) sont des maladies lymphoprolifératives.